# DistroKid
DistroKid — незалежний сервіс цифрової дистрибуції музики, заснований 2013 року американським підприємцем Філіпом Капланом. В основному, DistroKid дає можливість музикантам та іншим правовласникам розповсюджувати та продавати свою музику через такі сервіси як iTunes, Apple Music, Spotify, Pandora, Amazon Music, YouTube Music, Tidal, Deezer, iHeartRadio та інші.

## Історія
Застосунок був розроблений у 2012 році Філіпом Капланом та запущений у 2013. Сервіс був запущений як одна з функцій іншого проекту Каплана — Fandalism, і відокремився у 2015.
У липні 2015 реліз DistroKid гурту Jack & Jack посів 1 місце у чартах iTunes по всьому світу. Це особливо виділялось тим, що DistroKid не бере комісію з авторських відрахувань, що стало першим у світі випадком, коли артист, який посів 1 місце у чартах, зміг отримати 100 % свого заробітку.
У травні 2016 року DistroKid запустив функцію під назвою Teams, яка дозволяє автоматично відправляти роялті співавторам та акціонерам. З того часу DistroKid ввів ще декілька функцій, наприклад, партнерство з Spotify, для підтримки крос-платформних завантажень для артистів Spotify, які вивантажують свою музику безпосередньо або мають якісь ліцензійні угоди з компанією.
У 2021 році компанія запустила функцію, яка дозволяє звукозаписуючим лейблам використовувати її дані у пошуках нових артистів. Компанія отримує винагороди від лейблів за кожного нового артиста, підписаного лейблами, які знайшли його через їхню платформу. Першим лейблом, який взяв участь в ініціативі став Republic Records.